# Saint-Pierre-le-Chastel
Saint-Pierre-le-Chastel är en kommun i departementet Puy-de-Dôme i regionen Auvergne-Rhône-Alpes i centrala Frankrike. Kommunen ligger i kantonen Pontgibaud som tillhör arrondissementet Riom. År 2022 hade Saint-Pierre-le-Chastel 453 invånare.

## Befolkningsutveckling
Antalet invånare i kommunen Saint-Pierre-le-Chastel
| Referens: INSEE |